# Iztok Puc
Iztok Puc (ur. 14 września 1966 w Slovenj Gradcu, zm. 20 października 2011 w San Diego) – piłkarz ręczny. Dwukrotny medalista olimpijski.
Mierzący 196 cm wzrostu zawodnik w barwach Jugosławii był brązowym medalistą igrzysk w Seulu. Osiem lat później, już jako reprezentant Chorwacji, został mistrzem olimpijskim. Po raz trzeci startował na igrzyskach w 2000 w Sydney, tym razem jako członek reprezentacji Słowenii.